# British Home Championship 1981
De British Home Championship van 1981 was de 86e editie van de British Home Championship. Het toernooi begon op 16 mei 1981. Na vier wedstrijden kwam het toernooi ten einde. De laatste wedstrijden werden niet gespeeld vanwege de The Troubles in Noord-Ierland. Schotland stond eerste in de poule, maar de Engelse en Welshe voetbalbond weigerden naar Noord-Ierland af te reizen. Bij dit toernooi werd daarom geen winnaar aangewezen.

## Stand
| Team          | Gsp | W | G | V | DV | DT | DS | Ptn |
| ------------- | --- | - | - | - | -- | -- | -- | --- |
| Schotland     | 3   | 2 | 0 | 1 | 3  | 2  | +1 | 4   |
| Wales         | 2   | 1 | 1 | 0 | 2  | 0  | +2 | 3   |
| Engeland      | 2   | 0 | 1 | 1 | 0  | 1  | –1 | 1   |
| Noord-Ierland | 1   | 0 | 0 | 1 | 0  | 2  | –2 | 0   |

## Wedstrijden
|                                                  |                             |       |           |                                                                                 |
| 16 mei 1981 «onderlinge duels» 15:00 uur (UTC+1) | Wales                       | 2 – 0 | Schotland | Vetch Field, Swansea Toeschouwers: 18.935 Scheidsrechter: Oliver Donnelly (NIR) |
| 16 mei 1981 «onderlinge duels» 15:00 uur (UTC+1) | Ian Walsh 17' Ian Walsh 20' |       |           | Vetch Field, Swansea Toeschouwers: 18.935 Scheidsrechter: Oliver Donnelly (NIR) |

|                                                  |                                    |       |               |                                                                                |
| 19 mei 1981 «onderlinge duels» 20:00 uur (UTC+1) | Schotland                          | 2 – 0 | Noord-Ierland | Hampden Park, Glasgow Toeschouwers: 22.448 Scheidsrechter: Pat Partridge (ENG) |
| 19 mei 1981 «onderlinge duels» 20:00 uur (UTC+1) | Ray Stewart 5' Steve Archibald 49' |       |               | Hampden Park, Glasgow Toeschouwers: 22.448 Scheidsrechter: Pat Partridge (ENG) |

|                                                  |          |       |       |                                                                                   |
| 20 mei 1981 «onderlinge duels» 19:45 uur (UTC+1) | Engeland | 0 – 0 | Wales | Wembley Stadium, Londen Toeschouwers: 34.280 Scheidsrechter: Brian McGinlay (SCO) |
| 20 mei 1981 «onderlinge duels» 19:45 uur (UTC+1) |          |       |       | Wembley Stadium, Londen Toeschouwers: 34.280 Scheidsrechter: Brian McGinlay (SCO) |

|                                                  |          |                           |           |                                                                                 |
| 23 mei 1981 «onderlinge duels» 15:00 uur (UTC+1) | Engeland | 0 – 1                     | Schotland | Wembley Stadium, Londen Toeschouwers: 90.000 Scheidsrechter: Robert Wurtz (FRA) |
| 23 mei 1981 «onderlinge duels» 15:00 uur (UTC+1) |          | 64' (pen.) John Robertson |           | Wembley Stadium, Londen Toeschouwers: 90.000 Scheidsrechter: Robert Wurtz (FRA) |